# Kotoura-san
Kotoura-san (琴浦さん) é uma franquia japonesa de mangá yonkoma do gênero comédia romântica  escrita por Enokizu. Começou a ser serializada pela web-revista Micro Magazine Manga Goccha em 14 de outubro de 2010. A adaptação do anime para a televisão foi feita pela AIC Classic que começou a ser exibido no canal CBC em 11 de janeiro e terminou em 29 de março de 2013.

## Enredo
Desde pequena Haruka tem um dom. Ela consegue ler mentes. Porém, o que os outros podem chamar de “dom” para ela é apenas uma maldição. Sua habilidade foi a responsável pelo divórcio de seus pais e por eles terem a abandonado.
Na escola, perdeu todos os amigos e desde pequena vive sozinha, com medo de se aproximar dos outros para não acabar machucando eles ou a si mesma. Quando se transfere para uma nova escola, conhece Manabe, um cara cujos pensamentos são basicamente todos voltados a perversão e erotismo, mas mesmo assim, acaba se tornando, depois de muito tempo, amigo dela e a trazendo de novo a vida.
Mais tarde, ela conhece os membros da Sociedade de Pesquisas PES (Percepção extrassensorial), a presidente, Yuriko e seu amigo de infância, Daichi que também não se assustam com a habilidade dela de ler as mentes, pelo contrário, se divertem as custas da Kotoura tirando sarro dela.

## Personagens

### Personagens principais
Haruka Kotoura (琴浦 春香, Kotoura Haruka)
Seiyū: Hisako Kanemoto
Haruka é uma garota de família rica que nasceu com a capacidade psíquica de ler mentes antes do início da série. Como ela não entende essa capacidade, muitas vezes ela deixa escapar o que as pessoas estavam pensando, fazendo com que ela se ressentisse por seus colegas e até mesmo seus pais. O medo constante de perder aqueles importantes para ela a deixa sozinha e não quer deixar ninguém chegar perto dela. Ou seja, até o dia em que ela conhece Yoshihisa. Embora tipicamente seja tímida e fala pouco, ela fica incrivelmente nervosa quando ela é exposta a fantasias obscenas de Yoshihisa. Ela também parece perder suas habilidades psíquicas quando ela está doente.
Yoshihisa Manabe (真鍋 義久, Manabe Yoshihisa)
Seiyū: Jun Fukushima
Yoshihisa é um menino desajeitado, mas de bom coração que faz amizade com a solitária Haruka Kotoura. Ele muitas vezes tem fantasias sobre Haruka, muitas vezes deixando-a de ler provocando-a. Ele se preocupa profundamente com o bem-estar de Haruka, e mantém-se firmemente ao seu lado mesmo quando sua amiga de infância Hiyori Moritani e suas amigas ameaçam Haruka.
Yuriko Mifune (御舟 百合子, Mifune Yuriko)
Seiyū: Kana Hanazawa
Yuriko é a presidente da PES Clube de Pesquisa da escola. Antes do início da série, a mãe de Yuriko é clarividente (semelhante a Haruka Kotoura), que costumava ajudar nas investigações policiais. No entanto, a mãe de Yuriko é acusada de ser uma fraude pela mídia. A mãe de Yuriko se enforca um dia por causa da pressão; sua família se sente envergonhada pelo suicídio e abala Yuriko, que acreditava em sua mãe. Desde então, Yuriko tem se esforçado para provar a existência de médiuns e vindicar sua mãe e sua família, finalmente, encontra uma oportunidade em Haruka. Ela tem sentimentos não correspondidos pelo Daichi Muroto.
Daichi Muroto (室戸 大智, Muroto Daichi)
Seiyū: Hiro Shimono
Daichi é o vice-presidente do Clube de Pesquisa PES. Apesar de ser muito pequeno, ele tem a mesma idade que Yuriko Mifune, e é seu amigo de infância. Muito inteligente e perspicaz, ele geralmente é o primeiro a ver por trás dos planos de Yuriko e questiona suas ações. Yuriko tem sentimentos românticos por ele, mas ele é alheio à sua afeição.
Hiyori Moritani (森谷 ヒヨリ, Moritani Hiyori)
Seiyū: Yurika Kubo
Hiyori é colega de Haruka Kotoura e Yoshihisa Manabe, muitas vezes apelidada de Moriya, que pratica no dojo karatê de sua família. Ela está apaixonada por Yoshihisa e, inicialmente, guarda rancor de Haruka para conseguir a atenção dele. Após Yoshihisa perceber o que ela fez, Hiyori se reconcilia com Haruka e faz amizade com ela, mais tarde se junta ao Clube de Pesquisa PES. Das três meninas na Sociedade PES, ela é a única que não sabe cozinhar. Ela ocasionalmente tem uma aura temível que é usada para manter a perversão do Yoshihisa em cheque, mas ela tem o hábito de entrar em pânico diante da adversidade.

### Personagens de apoio
Zenzou Kotoura (琴浦 善三, Kotoura Zenzō)
Seiyū: Tomomichi Nishimura
O avô aparentemente rico de Haruka. Uma das poucas pessoas a ficar com ela depois que Kumiko a deserdou. Ele é um pouco pervertido, tem pensamentos sujos sobre seu parentesco com Haruka.
Sacerdote (和尚, Oshō)
Seiyū: Yutaka Nakano
Um monge que é um amigo da família e vive em um templo santuário na cidade natal de Haruka. Seu encontro com Haruka levou a ele se interessar em habilidades esper.
Kumiko Kotoura (琴浦 久美子, Kotoura Kumiko)
Seiyū: Kikuko Inoue
A mãe de Haruka. Inicialmente era bondosa e carinhosa, ela vai ficando mais estressada porque ela não consegue entender a habilidade especial de Haruka ou lidar com as situações que inadvertidamente a causou isso. Ela reagiu ao aumento da distância emocional do marido por traí-la, e quando se descobre que o pai de Haruka também foi infiel, se divorciam. Ela lida com suas falhas morais e sua fraqueza de caráter, rejeitando a jovem Haruka e a renegando. No final da série, ela se reconcilia com Haruka.
Gantetsu Ishiyama (石山 巌鉄, Ishiyama Gantetsu)
Seiyū: Takayuki Sugō
Um detetive de polícia. Ele parece estar familiarizado com os eventos que ocorreram em torno da mãe de Yuriko, embora ele próprio é cético de habilidades sobrenaturais.
Aki Tsukino (月野 亜紀, Tsukino Aki)
Seiyū: Akeno Watanabe
A parceira detetive de Ishiyama, que é um pouco desajeitada e geralmente tem fome. Durante sua infância, ela foi muito intimidada por causa de sua altura, o que a levou a desenvolver uma personalidade dividida violenta. Tsukino depois de começar a atacar as meninas do ensino médio sob a influência de sua outra personalidade, logo usa Haruka de alvo. No entanto, Haruka foi capaz de ver os seus sentimentos através da verdadeira Tsukino, que vence seu outro lado e se entrega.

## Mídia

### Mangá
O mangá original foi feito por Enokizu e começou a ser serializado pela revista Micro Magazine Manga Goccha em 14 de outubro de 2011, com cinco volumes tankōbon lançados em 5 de junho de 2013.

### Anime
A adaptação do anime foi feita pelo estúdio AIC Classic que estreou no Japão entre 11 de janeiro até 29 de março de 2013 e foi transmitido simultaneamente por Crunchyroll. O tema de abertura se chama "Sonna Koto Ura no Mata Urabanashi Desho?" (そんなこと裏のまた裏話でしょ?, You Want To Hear the Story Behind the Backstory, Right?) de Megumi Nakajima enquanto o tema de encerramento é "Kibō no Hana" (希望の花, Flower of Hope) de Haruka Chisuga. O tema de encerramento para o episódio cinco é "The ESP Club's Theme" (ESP研のテーマ, Īesupī Ken no Tēma) de Kana Hanazawa, Hisako Kanemoto, Jun Fukushima, Hiro Shimono e Yurika Kubo, enquanto o tema de encerramento para o episódio seis é "Tsurupeta" (つるぺた, Flat Chest) de Kanemoto. Há uma canção de inserção no episódio 11 intitulada "Sunao" (素直) de Megumi Nakajima.

### Lista de episódios
| Episódio | Título Original                                | Título Traduzido                | Data de Exibição        |
| -------- | ---------------------------------------------- | ------------------------------- | ----------------------- |
| 01       | Kotoura-san to Manabe-kun (琴浦さんと真鍋くん) | Kotoura-san e Manabe-kun        | 11 de janeiro de 2013   |
| 02       | Hajimete no... (初めての……)                    | O Primeiro...                   | 18 de janeiro de 2013   |
| 03       | Ureshikute, Tanoshikute (嬉しくて、楽しくて)   | Tão Feliz, Tão Divertido        | 25 de janeiro de 2013   |
| 04       | Kawaru Sekai (変わる世界)                      | Mudando o Mundo                 | 1 de fevereiro de 2013  |
| 05       | Gakuen Tengoku? (学園天国？)                   | A Escola é um Paraíso?          | 8 de fevereiro de 2013  |
| 06       | Natsuyasumi! (夏休み!)                         | Férias de Verão                 | 15 de fevereiro de 2013 |
| 07       | Kono Sekai ni Watashi wa (この世界に私は)      | Neste Mundo, Eu...              | 22 de fevereiro de 2013 |
| 08       | Dēto janaimon (デートじゃないもん)             | Não é um Encontro               | 1 de março de 2013      |
| 09       | Mawari ni wa Minna ga (まわりにはみんなが)     | Todo Mundo Está em Torno de Mim | 8 de março de 2013      |
| 10       | Dakedo Anata wa Inai (だけどあなたはいない)    | Mas Você Não Está Aqui          | 15 de março de 2013     |
| 11       | Sutando Bai Mī (スタンド·バイ·ミー)            | Fique Comigo                    | 22 de março de 2013     |
| 12       | Tsutaetai Kokoro" (伝えたい言葉(ココロ)        | As Coisas que eu Quero te Dizer | 29 de março de 2013     |